# Gustaw Herling-Grudziński
Gustaw Herling-Grudziński (Kielce, 1919. május 20. – Nápoly, 2000. július 4.) lengyel író, újságíró, esszéista, második világháborús földalatti harcos és politikai disszidens volt külföldön a szovjet és kommunista uralom idején. Legismertebb írása a szovjet Gulágon eltöltött életről szóló, Inny świat (Más világ) című személyes beszámolója, amely először 1951-ben jelent meg Londonban.

## Életrajza
Gustaw Herling-Grudziński Kielcében született Jakub (Josek) Herling-Grudziński és felesége Dorota (született Bryczkowska) lengyel-zsidó kereskedő családjában. Édesanyja 1932-ben halt meg tífuszban. Lengyel irodalmi tanulmányait a Varsói Egyetemen a második világháború kitörésekor Lengyelország megszállása miatt félbeszakította.
1939 végén, Lengyelország a náci Németország és a Szovjetunió általi brutális megszállása alatt Herling-Grudziński társalapítója volt az egyik legkorábbi földalatti ellenállási szervezetnek, a PLAN-nak („Polska Ludowa Akcja Niepodległościowa” – „Lengyel Népi Függetlenségi Akció”), amely politikailag a lengyel független szocialista baloldalhoz kapcsolódott.
Az akkor szovjet megszállás alatt álló Grodnóba utazott, és 1940 márciusában az NKVD letartóztatta, mert megpróbálta átlépni a szovjet-litván határt, és rutinszerűen öt év kényszermunkára ítélték „kémkedés” vádjával, mint minden lengyel értelmiségit. Két évig volt bebörtönözve Vicebszkben és két Gulag-kényszermunkatáborban, az arhangelszki területen lévő Jercevóban és Kargopolban, majd 1942-ben a Szikorszki-Majszkij-megállapodás  értelmében szabadult. Władysław Anders tábornok hadseregéhez (lengyel II. hadtest) csatlakozott, majd Észak-Afrikában és Olaszországban harcolt, részt vett a Monte Cassino-i csatában. A harcban tanúsított bátorságáért a Virtuti Militari kitüntetést, Lengyelország legmagasabb katonai kitüntetését kapta.
1947-ben társalapítója és kezdetben társszerkesztője volt az akkor Rómában megjelenő Kultura című politikai és kulturális folyóiratnak. Amikor a folyóirat Párizsba költözött, előbb Londonban, majd végül az olaszországi Nápolyban telepedett le, ahol feleségül vette Lidiát, Benedetto Croce filozófus lányát. Írt a Nicola Chiaromonte és Ignazio Silone által vezetett olasz Tempo Presente, valamint különböző napilapok és más folyóiratok számára is. Nápolyban halt meg.

### A World Apart
Herling-Grudziński leghíresebb könyve, az Inny świat: zapiski sowieckie (angolul: A World Apart), a szovjet kommunista rendszer természetének megrendítő személyes beszámolója. Joseph Marek (Andrzej Ciołkosz írói álneve) fordította le angolra, és Bertrand Russell bevezetőjével 1951-ben jelent meg (a 2005-ös kiadás bevezetőjét Anne Applebaum írta). Herling a szovjet NKVD Gulag munkatáborainak rendszerében zajló élet leírásával a kommunista rendszerek emberiség elleni bűntetteinek mélyreható elemzését nyújtotta, 10 évvel Alekszandr Szolzsenyicin Ivan Gyenyiszovics egy napja című műve előtt. Az A World Apart nemzetközi elismerést hozott Grudzińskinak, de néhány szovjet szimpatizáns részéről kritikát is.
Herling hős volt szülőhazájában, Lengyelországban, és jól ismert, bár időnként ellentmondásos figura volt fogadott Olaszországában, és évtizedeken át az olvasók és írók csendes, de intenzív csodálatának tárgya volt szerte Európában. Bár állandó Nobel-díj-jelölt volt, csak több könyvének nemrégiben történt, széles körben elismert amerikai újrakiadása révén került a szélesebb amerikai olvasóközönség figyelmébe.
 – Kelly Zinkowski, Gustaw Herling, A szépirodalom művészete
A Más világ 1991-ben jelent meg Oroszországban. Olaszországban 1958-ban és 1994-ben jelent meg.

### Éjjel írt napló
1971-től kezdve egészen haláláig Herling irodalmi folyóiratot írt, amely esszéket, kritikákat, anekdotákat, szépirodalmi műveket és memoárokat tartalmazott. Az első három kötet 1973-ban, 1980-ban és 1984-ben egymás után jelent meg Párizsban és Varsóban Dziennik pisany nocą (Éjszakai napló) címmel. Az Éjjel írt naplóból egy válogatást Ronald Strom fordított le, és Volcano and Miracle címmel jelent meg (1997). Az eredetileg 1990-ben Collected Stories (Opowiadania zebrane) címen megjelent novelláiból Bill Johnston fordított és 2003-ban The Noonday Cemetery and Other Stories címmel jelent meg válogatás.

## Díjai
Herling-Grudziński számos irodalmi díjat kapott: Kultura (1958), Jurzykowski (1964), Kościelskis (1966), The News (1981), az olasz Premio Viareggio-díj, nemzetközi Gutenberg-díj és francia Pen-Club. 1998-ban Fehér Sas Renddel tüntették ki.

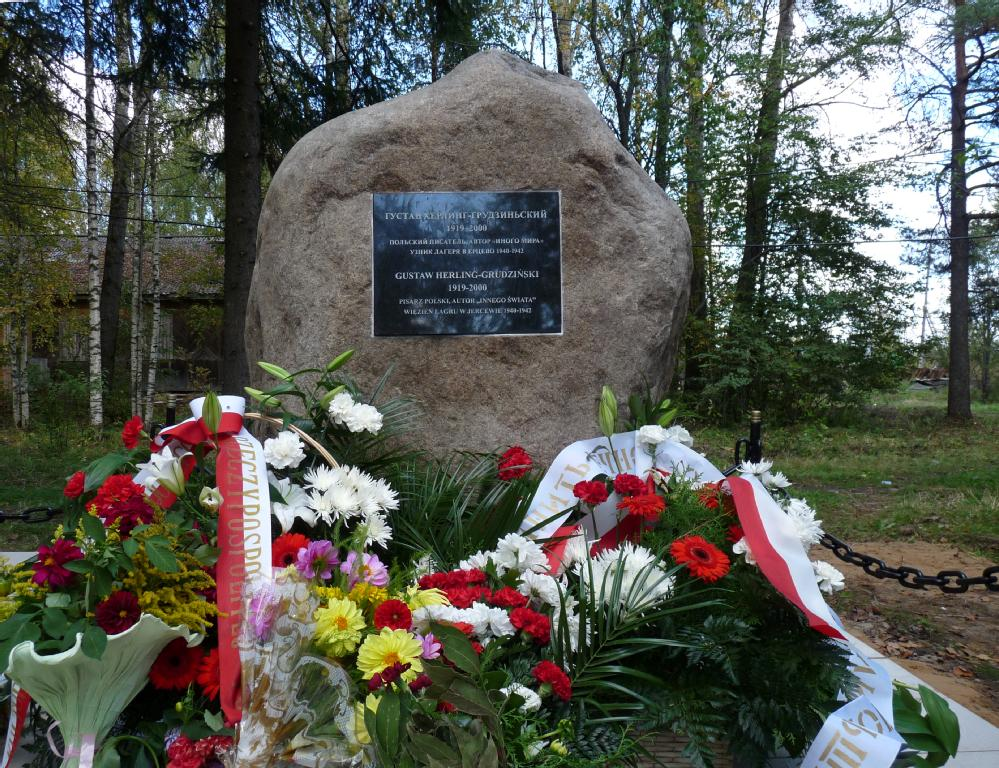
Herling-Grudziński emlékműve Jercevóban lengyel koszorúkkal, 2009.

2009 szeptemberében emlékművet avattak neki Jercevóban, ahol börtönben volt.

## Művei
- 1945 Żywi i umarli (Róma) – könyvbemutató;
 (Wydawnictwo FIS, Lublin 1990 – 1. országos kiadás)
- 1951 Inny świat (London, lengyel kiadás, 1953)
- 1960 Skrzydła ołtarza (Irodalmi Intézet, Párizs)
- 1963 Drugie Przyjście oraz inne opowiadania i szkice (Irodalmi Intézet, Párizs)
- 1969 Upiory rewolucji (Párizs)
- 1973 Dziennik pisany nocą 1971–1972 (Éjszakai napló, Párizs)
- 1980 Dziennik pisany nocą 1973–1979 (Párizs)
- 1983 Podróż do Burmy (London)
- 1984 Dziennik pisany nocą 1980–1983 (Párizs)
- 1986 Pierścień (Nápoly)
- 1988 Wieża i inne opowiadania (Poznań: W drodze lengyel domonkos tartomány kiadója, 1988. ISBN 83-85008-77-2)
- 1989 Dziennik pisany nocą 1984–1988 (Varsó)
- 1993 Dziennik pisany nocą 1989–1992 (Czytelnik, Varsó, ISBN 83-07-02303-3)
- 1994 Sześć medalionów i Srebrna Szkatułka (Czytelnik, Varsó, ISBN 83-07-02371-8)
- 1995 Portret wenecki. Trzy opowiadania (Lublin)
- 1997 Don Ildebrando: opowiadania (Varsó)
- 1997 Gorący oddech pustyni (Varsó) – az 1998-as Nike Irodalmi Díj döntőse[28]
- 1999 Biała noc miłości (Varsó)
- 2000 Podzwonne dla dzwonnika (Czytelnik, Varsó, ISBN 83-07-02760-8)
- 2000 Najkrótszy przewodnik po sobie samym (Wydawnictwo Literackie, Krakkó, ISBN 83-08-03039-4)
- 2005 Wędrowiec cmentarny (Varsó)
- 2007 Wiek biblijny i śmierć (Wydawnictwo Literackie, Krakkó, ISBN 978-83-08-04093-5)

## Magyarul megjelent
- Más világ (Inny świat) – Nagyvilág, Budapest, 2004 ·  helytelen ISBN kód: 9639175508  (?) · Fordította: Körtvélyessy Klára
- A sivatag forró lehelete (Gorący oddech pustyni) – Nagyvilág, Budapest, 2004 · ISBN 963866021X · Fordította: Körtvélyessy Klára, Mihályi Zsuzsa, Pálfalvi Lajos
- A második eljövetel (válogatott esszék és elbeszélések) – Orpheusz, Budapest, 1998 · ISBN 9639101230 · Fordította: Pálfalvi Lajos

## Fordítás
- Ez a szócikk részben vagy egészben  a   Gustaw Herling-Grudziński című angol Wikipédia-szócikk fordításán alapul.  Az eredeti cikk szerkesztőit annak laptörténete sorolja fel. Ez a jelzés csupán a megfogalmazás eredetét és a szerzői jogokat jelzi, nem szolgál a cikkben szereplő információk forrásmegjelöléseként.